# 예브게니 시바르츠

예브게니 리보비치 시바르츠(러시아어: Евгений Львович Шварц, 1896년 10월 21일 ~ 1958년 1월 15일)는 소비에트의 작가, 극작가이다.

## 생애
1896년 러시아 카잔에서 태어나 1958년 레닌그라드(지금의 상트페테르부르크)에서 사망했다. 생전에 그는 희곡을 20편 이상 집필했으며, 영화 시나리오 11편을 완성했다. 모스크바국립대 법학부에 입학했지만, 1917년 혁명이 발생하자 학업을 마치지 못하고 극단에서 배우 생활을 시작했다. 당시 그는 훌륭한 발성법과 유연한 연기술로 평단에서 호평을 받기도 했다. 배우로서 보장된 미래에도 불구하고 그는 1920년대 초에 당시 최고의 동화 작가였던 코르네이 추콥스키의 비서로 들어갔다. 그 뒤 1923∼1924년 사이에는 여러 언론사에서 기자 생활을 하기도 했다. 이때 데트 사라이란 필명으로 시적인 칼럼을 썼다. 1924년 레닌그라드로 돌아온 시바르츠는 국립 출판사의 아동 도서 분과에 들어갔다. 시바르츠가 맡은 일은 신진 작가들을 발굴하는 일이었는데, 그는 작가들의 구상과 아이디어를 발전시키고 확장하는 데 뛰어난 재능을 발휘했다.
그의 희곡과 시나리오는 영화, 애니메이션을 비롯해 다양한 장르로 제작되었고, 여전히 러시아 전역에서 인기리에 상연되고 있다. 그의 영원한 동지였던 연출가 아키모프는 1956년 작가의 회갑연에서 다음과 같이 말했다.
시바르츠의 동화가 성공한 비결은 이겁니다. 그는 마법사와 공주, 말하는 고양이, 곰으로 변한 청년 등을 통해 정의에 관한 우리의 생각을 표현해 주고 있고, 행복에 대한 우리의 관념과 선악에 대한 우리의 시각을 드러내 주고 있다는 겁니다.

## 희곡

### 드래곤
〈드래곤〉은 러시아에서 가장 활발히 공연되는 작품 중 하나다. 아서 왕 전설 속 기사 랑셀로가 드래곤을 무찌르고 마을 사람들과 사랑하는 여인을 구한다는 동화 같은 이야기는 친숙하기만 하다. 하지만 시바르츠는 이 동화 같은 이야기에 1930년대 독재자의 전횡으로 고통받는 소련 사회상을 풍자적으로 담아냈다. 〈드래곤〉은 무시무시한 드래곤으로 기형화된 전제 권력을 비판하는, 랑셀로 전설의 20세기 버전이라 할 수 있다.
예브게니 시바르츠는 고전 동화를 차용하거나 동화적 상상력에 기반한 작품들에서 알레고리적 상징, 모호한 선악 개념, 허를 찌르는 반전을 통해 당대 사회와 정치적 현실, 인간의 본질과 품성을 꼬집고 폭로했다. 〈벌거벗은 임금님〉(1934), 〈그림자〉(1940)에 이어 전제 폭군 삼부작의 마지막 작품인 〈드래곤〉(1944)은 시리즈를 마감하는 희곡답게 대담하고 용감무쌍하다. 삼부작은 권력의 본질과 대중의 속성, 통치의 기술, 정치의 타락과 왜곡 등을 예리한 알레고리로 재구성한 희곡들이다. 삼부작이 집필된 시기는 유럽에서 정치권력의 기형화와 대중 우민화가 극심해지던 때였다. 나치즘과 파시즘이 득세하고 제국주의 침탈과 폭압이 세계적 규모에서 자행되던 절망의 시대였고, 2차 세계대전은 그 모든 폐단과 모순을 유혈낭자한 살생의 지옥도로 도상화한 사태였다. 소련 또한 유럽의 파시즘 못지않게 독재자의 전횡에 몸살을 앓고 있었다. 1930년대 스탈린의 폭압과 학정은 혀를 내두를 정도였다. 당연히 시바르츠의 전제 폭군 삼부작은 검열의 마수를 벗어날 수 없었다. 〈그림자〉도 상연 직후 레퍼토리에서 내려와야 했으며 〈드래곤〉 또한 비슷한 처지였다. 〈드래곤〉의 위험성을 간파한 권력 당국은 레닌그라드코미디극장에서만 상연해야 한다는 조건으로 공연을 허락했지만 단 1회 만에 바로 레퍼토리에서 제외되었다. 스탈린 사후인 1962년 같은 극장에서 재공연되었을 때도 몇 회 공연하지 못하고 금지 명령이 날아들었다. 노골적인 정치 풍자 드라마도 이렇게 혹독한 탄압을 당한 사례가 없었다. 용이 나오고 하늘을 나는 양탄자가 등장하는 동화 같은 작품에 이토록 예민하게 대응한 것은 그만큼 〈드래곤〉의 메시지가 권력과 통치의 본질을 정확하고 예리하게 관통하고 있기 때문이었다. 언뜻 보기엔 유치하고 단순하지만, 언중유골 정신과 골계미를 장착한 동화는 그만큼 위험하다.

### 그림자
비정상적인 권력과 타락한 인간성을 고발하고, 정의와 평등을 상실한 암울한 사회상을 폭로하는 ＜그림자＞는 그 적나라한 풍자성 때문에 정치극이란 오해를 받기도 했다. 당국은 1940년 초연 직후 ＜그림자＞를 곧장 레퍼토리에서 제외한다. 이 작품이 발표된 때는 스탈린 대숙청이 끝난 지 겨우 3년밖에 지나지 않았던 시기였고, 대외적으로 2차 대전이 발발해 정부가 가뜩이나 내부 단속에 몰두하던 때였다. ＜그림자＞가 탄생한 1940년은 8백만 명을 숙청한 1937년 대숙청의 칼부림과 2천 5백만 명이 희생된 2차 대전의 포화 사이에 위치하고 있다. 이 혹독했던 역사의 시련을 고려하면, ＜그림자＞의 탄생은 기적과도 같은 사건이었고, 시바르츠가 숙청의 칼날을 피한 것은 미스터리가 아닐 수 없다. 당국으로서는 어쩔 수 없는 딜레마에 빠져 있었다. 누구나 ＜그림자＞의 명백한 정치적 풍자를 읽었지만, 한낱 동화에 불과한 작품을 탄압하는 것은 아무래도 모양새가 좋지 않았기 때문이다. 동화의 유연성과 알레고리의 은닉된 정치성은 허용할 수도 없고, 건드릴 수도 없는 뜨거운 감자와도 같았다. 초연 직후의 상연 철회는 당국이 취할 수 있는 유일한 타협책이었다.